# 前416年
| 千纪： | 前1千纪 |
| 世纪： | 前6世纪 \| 前5世纪 \| 前4世纪 |
| 年代： | 前440年代 \| 前430年代 \| 前420年代 \| 前410年代 \| 前400年代 \| 前390年代 \| 前380年代                                                                                             |
| 年份： | 前421年 \| 前420年 \| 前419年 \| 前418年 \| 前417年 \| 前416年 \| 前415年 \| 前414年 \| 前413年 \| 前412年 \| 前411年                                                               |
| 纪年： | 周威烈王十年 魯元公二十一年 齊宣公四十年 晉幽公十八年 趙獻子八年 魏文侯九年 韓武子九年 秦靈公九年 楚簡王十六年 宋昭公五十三年 衛懷公十年 鄭繻公七年 燕閔公二十三年 越王朱勾三十二年 |

## 大事記
- 伯罗奔尼撒战争，雅典加固了它对提洛同盟的控制。

## 逝世
- 晉幽公，晉國君主（生年不詳），為魏文侯所杀。《古本竹书纪年》所載兇手是夫人秦嬴。
- 魯元公，魯國君主（第28任國君，生年不詳）。